# Jean-Baptiste Estoup
Pour les articles homonymes, voir Estoup.
Jean-Baptiste Estoup, né le 16 janvier 1868 à Navenne (Haute-Saône) et mort le 17 avril 1950 dans le 14e arrondissement de Paris, est un sténographe français qui fut l'un des fondateurs des méthodes statistiques d'analyse de textes.

## Biographie
Engagé volontaire dans l'artillerie en janvier 1887, il sert neuf ans dans l'armée et est rendu à la vie civile avec le grade de maréchal des logis en janvier 1896.
Sténographe à la Chambre des députés à partir de 1896, Estoup a été secrétaire général de l'Institut Sténographique de France. Il est l'auteur de plusieurs ouvrages d'apprentissage sténographique à succès, qui furent plusieurs fois édités.
Dans le principal, intitulé Gammes sténographiques (3e éd. 1912), il décrit sa méthode d'analyse des fréquences des mots dans un texte, plus connue sous le nom de loi de Zipf.